# Protuobavještajna agencija
Protuobavještajna agencija (POA) planirala je i provodila protuobavještajno djelovanje u zemlji te prikupljala, analizirala, obrađivala i ocjenjivala podatke o djelovanju stranih obavještajnih službi kao i o djelovanju pojedinih osoba, skupina i organizacija na teritoriju Republike Hrvatske koja su usmjerena protiv nacionalne sigurnosti.

## Povijest
Daljnjim razvojem parlamentarne demokracije u RH, nastavljene su i reforme u sigurnosnom sustavu. Tako je 2002. godine donesen Zakon o sigurnosnim službama (ZOSS) kojim su u Hrvatskoj definirane tri službe – Protuobavještajna agencija (nekadašnji SZUP), Obavještajna agencija (nekadašnji HIS) te Vojno-sigurnosna agencija (nekadašnji SIS).
POA je sudjelovala u protuobavještajnoj zaštiti i skrbila za sigurnost zaštićenih osoba, objekata i prostora određenih odlukom Vlade te važnijih skupova i sastanaka kada je to zatražila Vlada Republike Hrvatske.
Radi ostvarivanja protuobavještajne zaštite, POA je izrađivala sigurnosne provjere osoba kojima se povjeravaju tajni podatci i predmeti posebnog interesa, osoba koje takvim podacima i predmetima imaju pristup i osoba koje su zaposlene ili će se zaposliti u državnoj upravi i stručnim službama tijela državne vlasti te pravnih osoba na poslovima značajnim za nacionalnu sigurnost.

## Ravnatelji POA-e od 2003. do 2006. godine
- Franjo Turek
- Joško Podbevšek
- Tomislav Karamarko[1]